# Innere Sicherheit
Innere Sicherheit bezeichnet die Sicherheit der Gesellschaft und des Staates vor Kriminalität, Terrorismus und vergleichbaren Bedrohungen, die sich aus dem Inneren der Gesellschaft selbst heraus entwickeln.
Innere Sicherheit und äußere Sicherheit gelten zunehmend als voneinander abhängig.
Wissenschaftliche Arbeiten zeigen einen dramatischen Rückgang der Gewalt in Europa seit Ende des Mittelalters – ähnlich anderen Bereichen des Fortschritts. Westliche Länder erreichten einen Tiefpunkt in den 1950er Jahren, gefolgt von einem (vergleichsweise kleinen) Anstieg bis Anfang der 1990er Jahre. Seither fallen die Zahlen wieder. Auf globaler Ebene wird eine weitere Reduktion von Gewalt angestrebt. Manche Protagonisten halten 50 % in den nächsten 30 Jahren für möglich.

## Grundlagen
Der Begriff der „Inneren Sicherheit“ ist zunächst ein politischer Begriff. Seine Anfänge gehen auf das Allgemeine Landrecht für die Preußischen Staaten zurück, das in Paragraph 10 II 17 ALR die Erhaltung der öffentlichen Ruhe, Sicherheit und Ordnung regelte.
In den 1960er bis 1970er Jahren war der Begriff der Inneren Sicherheit eng mit den damaligen Protestbewegungen und ihrer Repression verbunden (Kunz 2005). Der Begriff ist in keiner Weise mit der „öffentlichen Sicherheit und Ordnung“ als juristische Definition vergleichbar oder identisch. Dies wird daran erkennbar, dass auf politischer Ebene gerne auf die Innere Sicherheit verwiesen wird, ohne zu beschreiben oder zu definieren, was Innere Sicherheit sei (oder aus Sicht des Sprechers sein sollte).
Ebenso findet sich ein reger Missbrauch des Begriffs, wie die wissenschaftlich nicht belegte Behauptung der „Bedrohung der Inneren Sicherheit“ durch „steigende Jugendkriminalität“, „neue terroristische Bedrohung“ oder „steigende Gewaltkriminalität“.
Die staatliche Politik der Inneren Sicherheit sollte ursprünglich die Sicherheit des Staates vor Bedrohungen von innen, im Gegensatz zur Bedrohung von außen im Kontext des Kalten Krieges, schützen. In den 1990er-Jahren ging diese Zielvorstellung zwar nicht gänzlich verloren, wurde aber dahingehend erweitert, dass als zu schützendes Gut die Sicherheit des einzelnen Staatsbürgers zunehmend in den Mittelpunkt rückte. Zu dem Schutz vor inneren „Staatsfeinden“ kam der Schutz vor internationalem Terrorismus, aber auch vor organisierter- und Alltagskriminalität hinzu. Im Unterschied zu dem in gewisser Weise konkurrierenden Begriff der „Öffentlichen Sicherheit“ impliziert „Innere Sicherheit“ ein grundsätzliches Vorhandensein von Unsicherheit und Bedrohung, auf das der Staat reagieren muss.
Durch internationale Rechtsvereinheitlichungen, die strategische Umstellung auf präventive Sicherheitsstrategien, die Privatisierung von Sicherheit und neue Formen der Überwachung (z. B. Videoüberwachung) und Kontrolle öffentlicher Räume und privater Räume entstanden seitdem neue Dimensionen der inneren Sicherheit.

## Europäische Union

### Geschichte
1976 trafen sich die Innen- beziehungsweise Justizminister der Mitgliedstaaten der Europäischen Union im Rahmen von TREVI (terrorism, radicalism, extremism, violence international) erstmals regelmäßig, um der damaligen Bedrohungslage durch westeuropäische und palästinensische Terrorgruppen wie den „Brigate Rosse“, der „Action Directe“ der „Rote Armee Fraktion“ oder „Schwarzer September“ auf einer intergouvermentalen Ebene entgegenzutreten. Das Schengener Durchführungsübereinkommen von 1985 ermöglichte die Amtshilfe zwischen den Polizeibehörden und die Einrichtung des Datenverbundes Schengener Informationssystem (SIS). Seit 1992 wurden mit dem Vertrag von Maastricht und dem Rat für Justiz und Inneres die rechtlichen Grundlagen für eine Zusammenarbeit auf justiz- und innenpolitischem Gebiet geschaffen. Der „Verfügbarkeitsgrundsatz“ des Haager Programms ermöglichte, dass alle Daten und Informationen die von einer Stelle erhoben werden, den Behörden in der gesamten EU zur Verfügung stehen. Seit der Verabschiedung des Vertrages von Amsterdam wurde so ein supranationales Mehrebenensystem der „Inneren Sicherheit“ geschaffen, das neben der Ebene der EU-Institutionen auch die mitgliedstaatliche und die regionale Ebene umfasst. Im Dezember 2005 wurde die „Strategie für die externe Dimension der Justiz- und Innenpolitik: Freiheit, Sicherheit und Recht im globalen Maßstab“ verabschiedet um Bedrohungen wie organisierter Kriminalität, Korruption, Terrorismus und illegaler Migration entgegenzutreten und den Schutz der EU-Außengrenzen zu gewährleisten.

### Neuordnung nach Verabschiedung des Vertrags von Lissabon
Innerhalb der Neuordnung der EU-Institutionen nach Verabschiedung des Vertrags von Lissabon im Dezember 2009 ist die „Innere Sicherheit“ ein umfassendes, proaktives, und nachrichtengeleitetes Konzept einer performanzorientierten Argumentation eines Leitbildes von Sicherheit. Das „Stockholmer Programm“ soll dem Raum der Freiheit, der Sicherheit und des Rechts (RFSR) mit einer breiten Palette von Maßnahmen zu einem angemessenen Sicherheitsniveau in einem komplexen globalen Umfeld verhelfen. Der etwa alle zwei Monate tagende Rat für Justiz und Inneres (JI) der Innen- beziehungsweise Justizminister koordiniert die Zusammenarbeit der Mitgliedstaaten im justitiellen, polizeilichen sowie asyl- und migrationspolitischen Bereich. Als primär wird die strenge Zusammenarbeit der Institutionen für Justiz und Inneres mit den staatlichen Stellen angesehen.
Dem Konzept werden sowohl auf der diskursiven wie auch auf der praktischen, politischen Ebene teilweise starke Prozesse einer „Versicherheitlichung“ konstatiert. Dieses kontrastiert die Dimensionen der Grund- und Bürgerrechte in der Europäischen Union und ihr Gemeinschaftsethos als eine betont liberal-rechtsstaatliche Gemeinschaft mit den Kernprinzipien der Charta der Grundrechte der Europäischen Union, weswegen mit einer Sensibilisierung dieser Bereiche gerechnet wird. Das Europäische Parlament und die nationalen Parlamente werden regelmäßig über das Verfahren unterrichtet.

### Interne Sicherheitsstrategie
Die interne Sicherheitsstrategie (ISS) erstreckt sich über eine Vielzahl von Sektoren und wird von dem ständigen Ausschuss für innere Sicherheit (COSI) entwickelt, überwacht und implementiert. Er koordiniert die Arbeit der Institutionen Europol, der europäischen Agentur für die operative Zusammenarbeit an den Außengrenzen (Frontex), Eurojust, der Agentur der Europäischen Union für die Aus- und Fortbildung auf dem Gebiet der Strafverfolgung (EPA/CEPOL) und des gemeinsamen Situationszentrums, ein nachrichtendienstliches Lage- und Analysezentrum. Eine operative Zusammenarbeit im Bereich der inneren Sicherheit soll so gefördert und verstärkt werden. In das Konzept mit einbezogen sind die Polizeiliche und justizielle Zusammenarbeit in Strafsachen, Strafverfolgungs- und Grenzschutzbehörden, der Zivilschutz und Nichtregierungsorganisationen, sowie die politischen, wirtschaftlichen, finanziellen, sozialen und privaten Sektoren. Die angestrebte Maximierung der Möglichkeiten der biometrischen, Informations- und weiterer Technologien beinhaltet ein automatisiertes „Prinzip des Zugriffs“.
Zur Antizipation und Prävention wird auch eine Zusammenarbeit mit Schulen, Universitäten und anderen Bildungsinstitutionen angestrebt um ein Abgleiten Jugendlicher in die Kriminalität zu verhindern. Die zivilgesellschaftlichen Organisationen sollen zur Sensibilisierung der Öffentlichkeit beitragen. Ziel ist, nicht nur auf zukünftige Bedrohungen vorbereitet zu sein, sondern auch mittels Analyseinstrumenten und Frühwarnsystemen bedrohliche Mechanismen vorauszuahnen und zu verhindern.
Das Konzept umfasst Flankierende Maßnahmen zum freien Personenverkehr, Terrorismusbekämpfung, Strafverfolgung, den Katastrophenschutz / Krisenmanagement, schwere und organisierte Kriminalität sowie Kriminalität im Allgemeinen, Drogenhandel, Cyberkriminalität, Menschenhandel, die Bekämpfung von sexuellem Missbrauch von Kindern und der Dokumentationen des Missbrauchs (Kinderpornografie), Wirtschaftskriminalität und Korruption, Waffenhandel, natürliche und vom Menschen verursachte Katastrophen, kritische Infrastrukturen, Urkundenfälschung, Geldwäsche, Klein- und Eigentumsdelikte, Jugendgewalt, Hooligangewalt bei Fußballspielen und Sportveranstaltungen, die Sicherheit bei wichtigen internationalen Ereignissen (Öffentliche Ordnung bei Protesten) und Verkehrsunfälle usw.

## Innere Sicherheit im internationalen Kontext
Public Security wird oft im Zusammenhang der Harmonisierung von Informationstechnologie, Netzwerke und Infrastrukturen der beteiligten Institutionen und Organisationen genannt. Dieser Begriff ist klar in Abgrenzung zur amerikanischen Homeland Security, welche auch militärische Komponenten birgt. Vor allem auf globaler Ebene wurden parallel dazu wirksame wissenschaftsbasierte Konzepte mit teils klaren Zielvorgaben zur Reduktion von Gewalt entwickelt.

### Die „Doktrin der Nationalen Sicherheit“ im Lateinamerika der 1970er
Parallel zu einer inhaltlichen Wandlung des Begriffes „Innere Sicherheit“ im Deutschen hat sich der Sprachgebrauch in Lateinamerika in den letzten Jahrzehnten von „seguridad nacional“/„segurança nacional“ (span./port. „Nationale Sicherheit“) hin zu „seguridad pública“/„segurança pública“ (span./port. „Öffentliche Sicherheit“) und „seguridad ciudadana“/„segurança cidadã“ (span./port. etwa „Bürgersicherheit“) verlagert. „Seguridad nacional“ bezeichnete seit den 1960er-Jahren die Doktrin der militärischen, geheimdienstlichen und polizeilichen Sicherung der jeweils herrschenden (demokratisch legitimierten oder meist autoritären) staatlichen Ordnung. Sie entstand im Kontext des Kalten Krieges und wurde von den USA unter Verweis auf die Domino-Theorie vor allem in lateinamerikanischen Militärdiktaturen massiv unterstützt, und zwar sowohl politisch als auch militärisch (z. B. durch die Ausbildung lateinamerikanischer Militärs in der „School of the Americas“, in der auch Foltermethoden zum Lehrstoff zählten). Zentrales Merkmal der Umsetzung dieser Doktrin war die oft eklatant menschenrechtsverletzende Verfolgung von Bürgern (siehe Schmutziger Krieg), die dem linksoppositionellen Spektrum zugerechnet wurden. Die Verfolgungspraxis beruhte darauf, die jeweiligen Personen(gruppen) als Staatsfeinde zu definieren und zu ermorden. Um diese Praxis möglichst geheim zu halten, wurde das erzwungene Verschwindenlassen zehntausendfach angewendet, siehe Desaparecidos. Die angegriffene Zielgruppe erstreckte sich in vielen Ländern auch ganz allgemein auf kulturschaffende, sozial und gewerkschaftlich engagierte Menschen, die fast durchweg als subversiv gegenüber dem Staat angesehen wurden, da sie als potenzielle Sympathisanten oder Unterstützer für kommunistische Tendenzen galten. Diese Sichtweise führte etwa während des Prozesses der Nationalen Reorganisation in Argentinien ab 1976 zur Ermordung von bis zu 30.000 Menschen, die überwiegend spurlos verschwanden. Die dadurch angeblich bekämpfte Untergrundbewegung der Montoneros hatte zu Beginn der Diktatur etwa 5.000 Mitglieder.

### Wandel zur „Sicherheit der Bürger“ bzw. öffentlichen Sicherheit
Der Begriff der „seguridad nacional“ ist wegen der oben geschilderten Vorkommnisse in Lateinamerika heute zumindest unter zivilen Akteuren stark diskreditiert und wird von ihnen weitgehend vermieden. Das dahinter stehende Konzept jedoch findet spätestens seit den Terroranschlägen vom 11. September 2001 eine gewisse Kontinuität in der Neuausrichtung der Militärstrategien auf Terror- und Drogenbekämpfung, die sich – wiederum auf Druck der USA – in den meisten lateinamerikanischen Staaten durchgesetzt hat. Der Ausdruck „seguridad pública“ entspricht in etwa der recht vage definierten „Öffentlichen Sicherheit“ im Deutschen und schließt teilweise den Schutz vor Naturkatastrophen, Verkehrsunfällen oder Umweltschäden mit ein. Das auch in Lateinamerika viel diskutierte Konzept der Menschlichen Sicherheit („seguridad humana“), wie es das Entwicklungsprogramm der Vereinten Nationen formulierte (UNDP 1994), erstreckt sich auch auf den Schutz vor sozialen Risiken wie Armut oder Krankheit. „Seguridad ciudadana“, im Deutschen etwa „Bürgersicherheit“, bezieht sich hingegen so gut wie immer auf Sicherheitsrisiken, die durch absichtsvolles menschliches Handeln entstehen. Damit ist v. a. der Schutz des einzelnen Bürgers vor (Gewalt-)Kriminalität gemeint. Die Abwehr von Gefahren, wie intrafamiliärer oder sexueller Gewalt, und von Menschenrechtsverletzungen durch staatliche oder nichtstaatliche Akteure gehört nicht zum Kern dieses Sicherheitskonzepts und wird auch in der Praxis kaum berücksichtigt. Dies ist eines der wichtigsten Defizite der „seguridad ciudadana“.
Insgesamt betont der Ausdruck „seguridad ciudadana“ den Schutz der Bürger im Gegensatz zum Schutz des Staates, wie er in der Epoche der „seguridad nacional“ im Mittelpunkt stand. Diese Verlagerung im Sprachgebrauch suggeriert, dass die lateinamerikanischen Staaten ihre Sicherheitspolitik jetzt v. a. auf den Schutz individueller Grund- und Bürgerrechte des Einzelnen ausrichteten. Träfe dies zu, würde auch den Menschenrechten von sozialen Gruppen, die von den Gesellschaften als „Tätergruppen“ definiert werden (Jugendliche, Migranten usw.), in der Arbeit der Sicherheitskräfte höhere Bedeutung beigemessen. Dies ist in vielen Ländern jedoch keineswegs der Fall, so dass es sich, je nachdem, wer für sich ein Engagement für die „seguridad ciudana“ in Anspruch nimmt, um reinen Etikettenschwindel handeln kann, da viele (wenn auch längst nicht mehr alle) Politiken statt auf mehr Bürgerzentriertheit ganz einfach auf schärfere Repression hinauslaufen. Regierungen und andere Akteure des Politikfeldes Innere Sicherheit benutzen den Ausdruck „seguridad ciudadana“ (gerechtfertigter- oder ungerechtfertigterweise), weil mit ihm ein integraler Ansatz zur Herstellung von Sicherheit konnotiert wird. Es schwingen sowohl der auf potentielle Täter bezogene Präventionsgedanke als auch auf potentielle Opfer bezogene Konzepte zur Herstellung eines subjektiven Sicherheitsempfindens mit. Beides dehnt den Bereich einzubeziehender staatlicher und nichtstaatlicher Institutionen über den Sicherheitssektor im engen Sinne (Polizei, Militär, private Wachdienste usw.) hinaus aus und schließt Aktivitäten etwa der Sozial- und Jugendarbeit, der Verkehrspolitik, des Städtebaus usw. ein. Die Bandbreite von Unsicherheitsphänomenen und Sicherheitspolitiken, die in Lateinamerika unter der Überschrift „seguridad ciudadana“ diskutiert werden, ist groß. Insgesamt verhandeln die lateinamerikanischen Gesellschaften unter dem Thema „seguridad ciudadana“ jedoch hauptsächlich Fragen der Kriminalität(sbekämpfung) sowie Probleme der nicht politisch motivierten physischen Gewalt und ihrer Einhegung.

### Globale Strategien, um die Gewalt in 30 Jahren um weitere 50% zu senken
Im Zentrum einer Konferenz der Universität Cambridge zusammen mit der Weltgesundheitsorganisation (WHO) im Jahr 2014 stand die Frage, wie interpersonelle Gewalt auf globaler Ebene in den nächsten 30 Jahren um weitere 50 % reduziert werden kann. Ein Ergebnis war, dass dieses Ziel erreichbar ist, wenn politische Entscheidungsträger wissenschaftlich fundierte Methoden umsetzen. Auch sei die angestrebte Größenordnung nicht unrealistisch, ja sogar eher konservativ, da beispielsweise die Morde weltweit seit den 1990ern bereits um 70 % gefallen sind.
Inzwischen sind systematische Reduktion von Gewalt Teil des Programms internationaler Organisationen. WHO und Vereinte Nationen konzentrieren sich dabei auf die Unterstützung weniger entwickelter Staaten, in denen die Gewalt-Raten noch vergleichsweise hoch liegen.
Die WHO sorgt sich – neben den unmittelbaren Gewaltfolgen wie Tod und Verletzung – vor allem um indirekte Auswirkungen wie eine Erhöhung der Risiken von Rauchen, Alkohol- und Drogenmissbrauch, psychische Erkrankungen und Selbstmord, chronische Erkrankungen wie Herzerkrankungen, Diabetes und Krebs, Infektionskrankheiten wie HIV. Die WHO arbeitet mit Partnern an wissenschaftlich fundierten Strategien der Gewalt-Vorsorge. So wurde ein Ansatz in vier Schritten für Interventionen definiert: (1) Definition des Problems, (2) Identifikation der Ursachen und der Risikofaktoren, (3) Entwurf und Test der Interventionen, sowie (4) Vergrößerung des Maßstabs der effektiven Maßnahmen.
Bei den Vereinten Nationen fand die Förderung von gerechten, friedlichen und inklusiven Gesellschaften Eingang in die Ziele einer nachhaltigen Entwicklung. Wichtigste Themenbereiche sind dabei Gewalt gegen Kinder, Menschenhandel und sexuelle Gewalt.

## Langfristige Trends in Europa
Laut Steven Pinker sind Mord-Raten der verlässlichste Indikator für Gewaltkriminalität über lange Zeiträume und unterschiedliche Orte, weil ein toter Körper schwer zu übersehen ist und Mordraten mit anderen Raten der Gewaltkriminalität wie Raub, Körperverletzung und Vergewaltigung korrelieren.
Als ein Indiz für die Entwicklung der Sicherheit in Europa können nun die bekannten Daten zu Morden in einigen europäischen Ländern herangezogen werden. Cambridge-Professor Manuel Eisner veröffentlichte im Jahr 2003 eine entsprechende Studie. Die unten dargestellte Grafik basiert im Wesentlichen auf Eisners Zahlen. Darüber hinaus wurden von Our World in Data Ergänzungen und Fortschreibungen vorgenommen. Bei diesen Untersuchungen wird zwischenmenschliche, ungesetzliche Gewalt betrachtet. Kriege, Bürgerkriege und Völkermorde sind ausgeschlossen. Die Werte sind pro 100.000 Einwohner pro Jahr angegeben („Häufigkeitszahl“).
Es zeigt sich eine dramatische Abnahme der Mord-Raten. Italien hatte historisch überdurchschnittliche hohe Zahlen. Heute liegen die Werte dort auf dem Niveau nordeuropäischer Länder.
Die langfristige Entwicklung hat Ähnlichkeit mit anderen Bereichen des gesellschaftlichen Fortschritts. So gab es beispielsweise seit der Aufklärung ebenfalls große Verbesserungen bei Lebenserwartung, Kindersterblichkeit, Alphabetisierung und auch weniger Kriege.
| Langfristige Trends in Europa | Maximalwert (14. / 15. Jahrhundert) | Minimalwert (ca. 1960) | 1990er-Hoch | Letzter Wert (2016) | Anteil letzter Wert vom Maximalwert |
| ----------------------------- | ----------------------------------- | ---------------------- | ----------- | ------------------- | ----------------------------------- |
| England                       | 23                                  | 0,5                    | 0,9         | 0,5                 | 2,2 %                               |
| Deutschland und Schweiz       | 37                                  | 0,8                    | 1,5         | 0,8                 | 2,2 %                               |
| Italien                       | 73                                  | 0,9                    | 1,9         | 0,9                 | 1,2 %                               |
| Niederlande und Belgien       | 47                                  | 0,6                    | 1,8         | 1,1                 | 2,3 %                               |
| Skandinavien                  | 46                                  | 0,6                    | 1,8         | 1                   | 2,2 %                               |

## Kriminalitätsboom zwischen den 1950er und den 1990er Jahren
Nach den drastischen Rückgängen in vorangegangenen Jahrhunderten erfuhren die meisten westlichen Demokratien nach dem 2ten Weltkrieg einen Kriminalitäts-Boom, der bis in die 1990er Jahre anhielt. Dieser Boom machte die Fortschritte, bzw. den Rückgang der Kriminalitätsraten des vorangegangenen Jahrhunderts zunichte. Wissenschaftlich begründete Kriminalitätsbekämpfung sowie gesellschaftliche und auch technische Entwicklungen führten seither in vielen Ländern zur stetigen Abnahme der Kriminalität.
In den Jahrzehnten steigender Kriminalität meinten die meisten Experten, dass Gewaltkriminalität nur bekämpft werden kann, wenn die Ursachen Armut, Rassismus und Ungleichheit gelöst werden. Dies erwies sich jedoch als zu komplex, so dass sich die Behandlung der Symptome als der bessere Weg erwies. Außerdem lassen sich Gegenbeispiele nennen, die einen Zusammenhang mit solchen „Ursachen“ widerlegen. So fiel die Kriminalitätsexplosion der 1950er und 1960er Jahre in Jahrzehnte der Verbesserung der Bürgerrechte, des Rückgangs des Rassismus, sowie eines Wirtschaftsbooms, der Ungleichheit verringerte und Arbeitslosigkeit reduzierte. Andererseits gingen die Gewalttaten seit den 1990er Jahren zurück, während parallel dazu die Ungleichheit steil anstieg.
Faktoren, die zum Anstieg der Kriminalität bis in die 1990er Jahre führten, waren die Infragestellung der Gesellschaft und der Regierung, sowie dass die Baby-Boomer in ihre kriminalitätsgeneigten Jahre kamen, aber gleichzeitig das juristische System nicht Schritt halten konnte.
Effektive Kriminalitätsbekämpfung beginnt mit der Durchsetzung des Rechts, weil sich in der Abwesenheit von Staatsgewalt die Bedrohung durch kriminelle Gewalt selbst aufbläht. Cambridge-Professor Manuel Eisner formuliert es in einem Satz: „Eine effektive Durchsetzung des Rechts, basierend auf legitimer, schneller, fairer Verurteilung, moderate Bestrafung und humane Gefängnisse, sind wesentlich für eine nachhaltige Reduktion tödlicher Gewalt.“ Die Adjektive effektiv, legitim, schnell, fair, moderat und human unterscheiden diesen Ansatz von einer Rhetorik der Härte, die von Politikern des rechten Rands favorisiert wird.
Neben der zunehmenden Anwendung effektiver Methoden der Prävention und Bekämpfung führte eine Reduktion der Gelegenheiten zum Rückgang der Kriminalitätsraten. Wenn Autos schwerer zu stehlen sind, Fußgänger Kreditkarten statt Bargeld bei sich tragen, dunkle Wege beleuchtet oder videoüberwacht sind, suchen Möchtegern-Kriminelle ein anderes Ventil für ihr diebisches Verlangen. Billige Gebrauchsgegenstände sind ein weiterer Faktor, willensschwache Delinquenten in gesetzestreue Bürger zu verwandeln.
Harvard-Professor Stephen Pinker meint, dass auf wissenschaftlicher Grundlage stehende Betrachtungen wie eine kalte Dusche auf Programme wirken, die zwar vielversprechend erschienen, jedoch nur aus dem Theater der Fantasie stammen.

## Die historische Entwicklung der Sicherheitslage in Deutschland
Aufgrund der oben beschriebenen, unklaren Definition der Inneren Sicherheit lässt sich die historische Entwicklung der Sicherheitslage nur schwer quantitativ beschreiben. Im Folgenden sind Statistiken zu Kriminalitätsbereichen aufgeführt, die im Zusammenhang mit Innerer Sicherheit häufig genannt werden. Die verfügbaren Daten aus der Polizeilichen Kriminalstatistik reichen bis 1953 zurück, die der politisch motivierten Kriminalität bis 2001 und die der Terroranschläge bis 1970. Politisch motivierte Kriminalität und Terroranschläge fallen zwar zahlenmäßig kaum ins Gewicht, nehmen jedoch wegen der überproportionalen Berichterstattung für die Wahrnehmung der Inneren Sicherheit einen großen Stellenwert ein.

### Kriminalität
In den folgenden Grafiken sind Anzeigen pro 100.000 Einwohner pro Jahr angegeben („Häufigkeitszahl“). Strafbewehrte Versuche sind enthalten. Die Daten stammen aus verschiedenen Ausgaben der Polizeilichen Kriminalstatistik.
Zusammenfassend kann gesagt werden, dass wenn Kriminalitätsstatistiken als Grundlage zur Bewertung der Inneren Sicherheit zu unterschiedlichen Zeiten herangezogen werden, sich die Lage zwischen 1953 und 1993 erheblich verschlechterte. Vor allem Kriminalitätsbereiche, die häufig im Zusammenhang mit Innerer Sicherheit genannt werden, verschlechterten sich um einen Faktor 3 bis 7. Seit dem Höhepunkt – der in den meisten Fällen 1993 war – verbesserte sich die Lage teilweise so schnell, wie sie sich zuvor verschlechtert hatte. Erklärungen für diesen Verlauf finden sich im vorangegangenen Kapitel.

#### Straftaten insgesamt
- Diagrammdaten:
- Definition |
- Rohdaten |
- Hilfe

In diesen Zahlen sind alle angezeigten Straftaten in Deutschland zusammengefasst. Die weiter unten aufgeführten Kriminalitätsbereiche sind Teilmengen davon.
Die bekannt gewordenen Straftaten stiegen seit den frühen 1950er Jahren bis 1993 um 286 % an (Häufigkeitszahlen von 2.910 im Jahr 1954 auf 8.337 im Jahr 1993). Bis zum pandemiebedingten Minimum im Jahr 2021 gingen sie wieder um 27 % zurück auf 6.070.
Das Absinken der relativen Anzahl der Straftaten von 2015 auf 2016 überrascht, weil es nicht der Stimmung im Land entsprach, die von einer Verschlechterung der Sicherheitslage ausging. Tatsächlich ist die absolute Anzahl der Straftaten von 2015 auf 2016 um 0,66 % von 6.330.649 auf 6.372.526 angestiegen. Im gleichen Zeitraum hat allerdings die Bevölkerung zugenommen, auch durch Flüchtlingszuzug. Dabei wurden – auf Personen bezogen – weniger Straftaten begangen.
| Straftaten insgesamt | Jahr | Erfasste Fälle | Häufigkeitszahl |
| -------------------- | ---- | -------------- | --------------- |
| Minimalwert          | 1954 | 1.504.647      | 2.910           |
| Maximalwert          | 1993 | 6.750.613      | 8.337           |
| Letzte Werte         | 2024 | 5.837.445      | 6.894           |

#### Diebstahl insgesamt
Diebstähle insgesamt entwickeln sich bis Mitte der 1990er Jahre vom Verlauf weitgehend parallel zu den Straftaten insgesamt, allerdings mit einer wesentlich stärkeren Zunahme um 464 % (Häufigkeitszahlen von 1.105 auf 5.126) im Vergleich zu 286 % bei den Straftaten insgesamt. Das Profil des weiteren Verlaufs ähnelt wieder dem der Straftaten insgesamt, allerdings mit auffällig stärker fallenden Werten um 65 % (auf 1.784 im Jahr 2021, dem pandemiebedingten Minimum) statt 27 % bei den Straftaten insgesamt.
| Diebstahl insgesamt | Jahr | Erfasste Fälle | Häufigkeitszahl |
| ------------------- | ---- | -------------- | --------------- |
| Minimalwert         | 1955 | 576.619        | 1.105           |
| Maximalwert         | 1993 | 4.151.087      | 5.126           |
| Letzter Wert        | 2024 | 1.940.033      | 2.291           |

#### Wohnungseinbruchdiebstahl
- Diagrammdaten:
- Definition |
- Rohdaten |
- Hilfe

Wohnungseinbruch wird im Zusammenhang mit Innerer Sicherheit häufig erwähnt. Die Zahlen sind eine Untermenge von ca. 4 % aus Diebstahl insgesamt.
Von 1959 bis 1993 stiegen die Zahlen um fast 700 % an (Häufigkeitszahlen von 40,4 auf 280). Das ist ein mehr als doppelt so starker Anstieg wie bei den Straftaten insgesamt mit 286 %. Seither sanken die Zahlen allerdings auch wieder überproportional um 77 % (auf 65,2 im Jahr 2021) statt um 27 %.
Bemerkenswert ist ein starker Rückgang in den 2000er Jahren um 54 % (von 280 auf 128 im Jahr 2006), gefolgt von einem ausgeprägten Höhepunkt von 206 im Jahr 2015.
| Wohnungseinbruchdiebstahl | Jahr | Erfasste Fälle | Häufigkeitszahl |
| ------------------------- | ---- | -------------- | --------------- |
| Minimalwert               | 1959 | 22.211         | 40,4            |
| Maximalwert               | 1993 | 227.090        | 280,4           |
| Letzter Wert              | 2024 | 78.436         | 92,6            |

#### Gewaltkriminalität
Die Gewaltkriminalität stieg ähnlich stark wie die Straftaten insgesamt, beendete ihren Anstieg allerdings nicht 1993, sondern stieg weiter bis 2007. Der Anstieg von 1955 bis 2007 betrug 382 % (Häufigkeitszahlen von 69,3 auf 265). Zwischen 2007 und dem pandemiebedingten Minimum 2021 sanken die Zahlen um 25 % (auf 198). 2024 lagen sie wieder nahe am Allzeithoch von 2007.
| Gewaltkriminalität | Jahr | Erfasste Fälle | Häufigkeitszahl |
| ------------------ | ---- | -------------- | --------------- |
| Minimalwert        | 1955 | 36.167         | 69,3            |
| Maximalwert        | 2007 | 217.923        | 265             |
| Letzter Wert       | 2024 | 217.277        | 256,6           |

#### Straftaten gegen die sexuelle Selbstbestimmung
Zahlen zu Straftaten gegen die sexuelle Selbstbestimmung sind hier erst ab 1987 dargestellt. Werte für den Zeitraum 1953 bis 1986 sind zwar in der Polizeilichen Kriminalstatistik von 1987 angegeben. Unterschiedliche Erfassungsmethoden und geänderte Rechtslagen machen eine Vergleichbarkeit mit älteren Zahlen unmöglich. Aufgrund verschiedener Faktoren sind aber auch die hier dargestellten Trends seit 1987 nur sehr eingeschränkt aussagekräftig.
Die Straftaten gegen die sexuelle Selbstbestimmung folgten nicht dem Trend der Straftaten insgesamt. Bis 2016 haben sie eine doppelt so große Schwankungsbreite von 29 % (55 zu 77) im Vergleich mit den Straftaten insgesamt, die im selben Zeitraum um 18 % schwanken (1989 mit 7.062 zu 1993 mit 8.336). Es gab Minima 1987, 1993 und 2012. In den Jahren 2004 und 2008 wurden Höhepunkte erreicht. 2010 bis 2016 verharren sie auf einem relativ niedrigen Niveau, um seit 2017 drastisch anzusteigen.
Zum Anstieg ab 2017 trugen die Verschärfung des Sexualstrafrechts 2016, die am 10. November 2016 in Kraft trat, sowie die erhöhte gesellschaftliche Sensibilität bei, die sich beispielsweise in der MeToo-Kampagne ab Mitte Oktober 2017 ausdrückt. Durch diese Ausweitung der strafbewehrten Tatbestände verbunden mit einer erhöhten Anzeigebereitschaft, werden die neueren Zahlen nicht mehr mit älteren vergleichbar.
| Straftaten gegen die sexuelle Selbstbestimmung | Jahr | Erfasste Fälle | Häufigkeitszahl |
| ---------------------------------------------- | ---- | -------------- | --------------- |
| Minimalwert                                    | 1993 | 44.175         | 54,6            |
| Maximalwert (vor der Verschärfung 2016)        | 2004 | 57.306         | 69,4            |
| Letzter Wert                                   | 2024 | 127.775        | 150,9           |

Siehe auch Vergewaltigung, Anzeigebereitschaft, Deutschland

#### Straftaten gegen das Leben
Diese Kriminalitätskategorie fasst Mord, Totschlag, Tötung auf Verlangen und andere zusammen. Sie ist eine ca. 2-prozentige Teilmenge der Gewaltkriminalität. Wie bei den anderen hier dargestellten Kriminalitätsbereichen der Polizeilichen Kriminalstatistik handelt es sich hier um Fallzahlen inklusive Versuchen und nicht um Opferzahlen.
Straftaten gegen das Leben stiegen zwar von 1953 bis 1993 wie die Straftaten insgesamt ebenfalls um 286 % an (von 2,2 auf 6,3). Allerdings wurde diese Häufigkeitszahl auch schon 1981 erreicht. 1975 gab es einen weiteren Peak mit der Häufigkeitszahl 6,1. Im Gegensatz zu den Straftaten insgesamt fielen die Zahlen hier jedoch seit 1993 wesentlich stärker, nämlich um 43 % (auf 3,58 im Jahr 2021).
| Straftaten gegen das Leben | Jahr | Erfasste Fälle | Häufigkeitszahl |
| -------------------------- | ---- | -------------- | --------------- |
| Minimalwert                | 1953 | 1.168          | 2,2             |
| Maximalwert                | 1993 | 5.140          | 6,3             |
| Letzter Wert               | 2021 | 2.980          | 3,58            |

### Politisch motivierte Kriminalität
Daten zur politisch motivierten Kriminalität werden seit dem Jahr 2001 erfasst. Die folgenden Angaben basieren auf Berichten des Bundesinnenministeriums.
Die politisch motivierte Kriminalität entwickelte sich im Berichtszeitraum unabhängig vom Trend der Straftaten insgesamt. Sie hat sich seit ihrem Tiefpunkt 2003 von 20.477 auf 41.549 im Jahr 2016 Straftaten mehr als verdoppelt und geht seit 2017 wieder zurück, um 2019 annähernd wieder den Wert von 2016 zu erreichen. Deutlich über die Hälfte der Fälle sind rechtsmotivierte Straftaten. Bezogen auf die Straftaten insgesamt (2019: 5.436.401) machen sie jedoch nur 0,76 % aus.
Politisch motivierte Kriminalität wird in fünf Phänomenbereiche aufgeteilt: Rechts, Links, Ausländische Ideologie, Religiöse Ideologie, sowie „nicht zuzuordnen“. Bis 2015 gab es den Phänomenbereich „Ausländerkriminalität“, der seit 2016 in „Ausländische Ideologie“ und „Religiöse Ideologie“ aufgespalten wurde.
Im Gegensatz zur Polizeilichen Kriminalstatistik stellen die bundesweiten Fallzahlen der politisch motivierten Kriminalität eine Eingangsstatistik dar. Sie erfasst Straftaten bei Aufnahme der polizeilichen Ermittlungen, d. h. anhand des Anfangsverdachts. So erscheint beispielsweise der Anschlag auf den Berliner Weihnachtsmarkt an der Gedächtniskirche vom 19. Dezember 2016 im Bericht zur politisch motivierten Kriminalität im Jahr 2016, taucht aber erst in der Polizeilichen Kriminalstatistik 2017 auf.
Im folgenden Diagramm sind die Fallzahlen seit 2001 als übereinander gelegte Streifen dargestellt.
Anteile 2019:
| politisch motivierten Kriminalität | Jahr | Erfasste Fälle |
| ---------------------------------- | ---- | -------------- |
| Minimalwert                        | 2003 | 20.477         |
| Maximalwert                        | 2016 | 41.549         |
| Letzter Wert                       | 2019 | 41.177         |

### Terroranschläge
Die US-amerikanische Global Terrorism Database (GTD) gibt für Deutschland ab dem Jahr 1970 die Werte in folgendem Diagramm für die Anzahl von Terrorattacken, daraus resultierenden Verletzten und Todesopfern an.
Die Zahlen zu Terroranschlägen entwickeln sich unabhängig von anderen Kriminalitätsbereichen. Eventuell lässt sich eine Korrelation mit der Häufung der Straftaten insgesamt Anfang der 1990er Jahre ableiten. Bei Terroranschlägen gab es 2015 bis 2017 einen Anstieg. Die Zahlen blieben jedoch deutlich geringer als in der ersten Hälfte der 1990er Jahre.
| Terroranschläge      | Erfasste Fälle | Verletzte            | Todesopfer           |
| -------------------- | -------------- | -------------------- | -------------------- |
| Maximalzahl          | (1992:) 156    | (1986:) 276          | (2016:) 27           |
| Minimalzahl          | (2010:) 1      | (in vielen Jahre:) 0 | (in vielen Jahre:) 0 |
| Letzter Wert (2018)  | 22             | 8                    | 0                    |
| Summen 1970 bis 2018 | 1320           | 1588                 | 183                  |

Auffällig ist die hohe Anzahl von Anschlägen Anfang bis Mitte der 1990er Jahre. Als Tätergruppe mit den meisten dieser Anschlägen wurde dabei für 1992 Neonazi-Extremisten mit 104 Anschlägen und für 1995 die PKK mit 91 Anschlägen angegeben.
Die hohen Werte für Verletzte 1980 und 1986 stammen hauptsächlich vom Oktoberfestattentat bzw. vom Anschlag auf die Diskothek La Belle (Diskothek).
Von den 64 Anschlägen im Jahr 2015 waren 52 Brandanschläge, meist gegen Flüchtlingsunterkünfte gerichtet.
Im Jahr 2016 gab es mit 27 die höchste Zahl von Todesopfern durch Terroranschläge in Deutschland. Dies gilt für die Zählung der Global Terrorism Database, die bis 1970 zurück reicht. Die Einschätzung dieser Datenbank unterscheidet sich im Jahr 2016 von der des Bayerischen Innenministeriums, das den Anschlag auf ein Einkaufszentrum in München mit 27 Verletzten und zehn Todesopfern als Amoklauf und nicht als rechtsextremistischen Terroranschlag wertet. Von den insgesamt 41 Anschlägen waren die größten Gruppen Brand- (17) und Sprengstoffanschläge (8), die meisten davon gegen Flüchtlingsunterkünfte gerichtet. Die hohe Zahl von Verletzten (117) und Todesopfern (27) im Jahr 2016 stammen größtenteils von zwei Anschlägen:
- Islamistischer Anschlag auf den Berliner Weihnachtsmarkt an der Gedächtniskirche am 19. Dezember 2016 mit 48 Verletzten und zwölf Todesopfern
- Rechtsextremistischer Anschlag auf ein Einkaufszentrum in München am 22. Juli 2016 mit 27 Verletzten und zehn Todesopfern (siehe oben)

In folgenden Tabellen stammen die Bezeichnungen der Vorfälle aus den entsprechenden Wikipedia-Artikeln. Alle Angaben basieren auf den Aussagen der GTD, wie Einstufung als Terroranschlag, Anzahl Verletzte und Tote, Anschlagstyp, Straftäter. Daraus ergeben sich Abweichungen zu den Angaben in den verlinkten Wikipedia-Artikeln.
Anschläge mit mehr als zehn Todesopfern:
| Datum              | Anschlag                                                          | Verletzte | Todesopfer | Anschlagstyp           | Straftäter                    |
| ------------------ | ----------------------------------------------------------------- | --------- | ---------- | ---------------------- | ----------------------------- |
| 05. September 1972 | Münchner Olympia-Attentat                                         |           | 16         | Attentat               | Schwarzer September           |
| 26. September 1980 | Oktoberfestattentat                                               | 211       | 13         | Bombenanschlag         | Neonazi Extremisten           |
| 19. Dezember 2016  | Anschlag auf den Berliner Weihnachtsmarkt an der Gedächtniskirche | 48        | 12         | Unbewaffneter Anschlag | Jihadi-inspirierter Extremist |
| 22. Juli 2016      | Anschlag in München 2016                                          | 27        | 10         | Bewaffneter Anschlag   | Rechtsradikaler Extremist     |

Anschläge mit den meisten Verletzten:
| Datum              | Anschlag                                                          | Verletzte | Todesopfer | Anschlagstyp           | Straftäter                                                   |
| ------------------ | ----------------------------------------------------------------- | --------- | ---------- | ---------------------- | ------------------------------------------------------------ |
| 05. April 1986     | La Belle (Diskothek)                                              | 230       | 3          | Bombenanschlag         | Anti-American Arab Liberation Front / Red Army Faction (RAF) |
| 26. September 1980 | Oktoberfestattentat                                               | 211       | 13         | Bombenanschlag         | Neonazi Extremisten                                          |
| 23. August 1992    | Ausschreitungen in Rostock-Lichtenhagen                           | 74        | 0          | Bewaffneter Anschlag   | Neonazi Extremisten                                          |
| 25. August 1992    | Ausschreitungen in Rostock-Lichtenhagen                           | 65        | 0          | Bewaffneter Anschlag   | Neonazi Extremisten                                          |
| 19. Dezember 2016  | Anschlag auf den Berliner Weihnachtsmarkt an der Gedächtniskirche | 48        | 12         | Unbewaffneter Anschlag | Jihadi-inspirierter Extremist                                |

Im Folgenden werden entsprechende Werte aus allgemeiner Kriminalität und Terrorismus gegenübergestellt. Herausgegriffen ist das Jahr mit der höchsten Zahl von Todesopfern durch Terroranschläge, 2016. Es zeigt sich, dass die Opferzahlen von Terroranschlägen im Vergleich mit Opfern sonstiger Kriminalität verschwindend klein sind. Daher können sie auch nicht in einer einfachen Grafik gegenübergestellt werden. Umgekehrt ausgedrückt ist die Wahrscheinlichkeit, Opfer sonstiger Kriminalität zu werden, sehr viel größer als Opfer eines Terroranschlags zu werden.
| Zahl      | Opfer / Verletzte |
| --------- | --- |
| 1.017.602 | Anzahl der Opfer von Straftaten insgesamt. Angaben zu Opfern werden nur bei bestimmten Straftaten/-gruppen erfasst (z. B. bei Gewalt- und Sexualdelikten). |
| 117       | Anzahl Verletzte von Terroranschlägen |
| 0,01 %    | Anteil Terroropfer von Opfern sonstiger Kriminalität |

| Zahl  | Todesopfer                                                                               |
| ----- | ---------------------------------------------------------------------------------------- |
| 3.059 | Anzahl der Opfer aus den Kriminalitätsbereichen Mord, Totschlag und Tötung auf Verlangen |
| 27    | Anzahl Todesopfer von Terroranschlägen                                                   |
| 0,8 % | Anteil Terrortodesopfer von Todesopfern sonstiger Kriminalität                           |

## Sicherheitsbehörden
Deutschland
Die Aufrechterhaltung der Öffentliche Sicherheit und Ordnung erfolgt durch die Ausübung des staatlichen Gewaltmonopols. Zum Schutz des Staates dienen als Institutionen der Exekutive auf Bundesebene
- Bundesanwaltschaft,
- Bundeskriminalamt,
- Bundespolizei,
- Militärischer Abschirmdienst
- Bundeszollverwaltung,
- Polizei beim Deutschen Bundestag
- Bundesnachrichtendienst
- Bundesamt für Verfassungsschutz,
- Bundesamt für Sicherheit in der Informationstechnik,
- Bundesamt für Bevölkerungsschutz und Katastrophenhilfe (BBK) und
- Bundesanstalt Technisches Hilfswerk.

auf Landesebene
- Feuerwehren
- Landespolizeien und Landeskriminalämter
- Staatsanwaltschaften der Länder
- Ordnungsämter der Kommunalverwaltung
- Landesbehörden für Verfassungsschutz, die dem jeweiligen Innenministerium unterstellt oder eingegliedert sind.

Die Institutionen wiederum werden von der Legislative im Rahmen der Innenpolitik gesteuert.
Österreich
In Österreich sind nach § 2 Abs. 2 Sicherheitspolizeigesetz die Bundesorgane der Sicherheitsbehörden für innenpolitisch besonders sensible Verwaltungsangelegenheiten zuständig.
Schweiz
In der Schweiz ist das Bundesamt für Polizei (fedpol) mit seinen kantonalen und internationalen Partnern das Zentrum für Information, Koordination und Analyse im Bereich der Inneren Sicherheit (Dienst für Analyse und Prävention (DAP)).

## Kritik
Die innere Sicherheit sollte die Balance halten zwischen Bürgerrechten und Freiheiten (Datenschutz, Versammlungsrecht, Meinungsfreiheit, Unverletzlichkeit der Wohnung etc.) auf der einen Seite und Eingriffsrechten und Präventivmaßnahmen des Staates (Telefonüberwachung, Hausdurchsuchung usw.) auf der anderen Seite.
Benjamin Franklin: „Diejenigen, die grundlegende Freiheiten aufgeben würden, um vorübergehend ein wenig Sicherheit zu gewinnen, verdienen weder Freiheit noch Sicherheit und werden beides verlieren.“
1978 war Otto Schily (Bundesinnenminister 1998–2005) Erstunterzeichner eines Manifests der Humanistischen Union, in dem es heißt: „Man bekämpft Feinde des Rechtsstaats nicht mit dessen Abbau und man verteidigt die Freiheit nicht durch deren Einschränkung.“